# Världsmästerskapen i snowboard 2011
Världsmästerskapen i snowboard 2011 hölls i La Molina, Spanien mellan 14 och 22 januari 2011. Alla tävlingar hölls i La Molina förutom big air som hölls i Barcelona.

## Organisation

### Sändningsrättigheter
Sändningsrättigheterna såldes till Eurosport i Europa, CBC Sports (CBC) i Kanada, Sky A i Japan och ORF i Österrike.

### Anläggningar
Mästerskapen inleddes med tävlingen i big air för herrar i arenan Palau Sant Jordi i Barcelona. En 31 meter lång ramp byggdes på platsen, och det fanns utrymme för 17 000 åskådare vid finalen den 17 januari. De övriga tävlingarna hölls alla i La Molina, som ligger två timmar norr om Barcelona i Pyrenéerna och är den äldsta skidanläggningen i Spanien.
Likt vid olympiska vinterspelen 2010, hade La Molina problem med värme vilket hotade mästerskapen. Många av de omkringliggande backarna saknade helt snö, då det mesta i trakten hamnade på banorna som användes under mästerskapen.

## Resultat

### Herrar
| Gren                | Guld                          | Guld                      | Silver                        | Silver                 | Brons                        | Brons                        |
| Big air             | Petja Piiroinen (Finland)     | 51,7                      | Zachary Stone (Kanada)        | 48,9                   | Seppe Smits (Belgien)        | 48,9                         |
| Halfpipe            | Nathan Johnstone (Australien) | 26,8                      | Iouri Podladtchikov (Schweiz) | 26,2                   | Markus Malin (Finland)       | 24,3                         |
| Slopestyle          | Seppe Smits (Belgien)         | 28,7                      | Niklas Mattsson (Sverige)     | 28,1                   | Ville Paumola (Finland)      | 26,2                         |
| Snowboardcross      | Alex Pullin (Australien)      | Alex Pullin (Australien)  | Seth Wescott (USA)            | Seth Wescott (USA)     | Nate Holland (USA)           | Nate Holland (USA)           |
| Parallellstorslalom | Benjamin Karl (Österrike)     | Benjamin Karl (Österrike) | Rok Marguc (Slovenien)        | Rok Marguc (Slovenien) | Roland Fischnaller (Italien) | Roland Fischnaller (Italien) |
| Parallelslalom      | Benjamin Karl (Österrike)     | Benjamin Karl (Österrike) | Simon Schoch (Schweiz)        | Simon Schoch (Schweiz) | Rok Marguc (Slovenien)       | Rok Marguc (Slovenien)       |

### Damer
| Gren                | Guld                         | Guld                         | Silver                              | Silver                              | Brons                        | Brons                       |
| Halfpipe            | Holly Crawford (Australien)  | 26,7                         | Ursina Haller (Schweiz)             | 23,4                                | Jiayu Liu (Kina)             | 22,5                        |
| Slopestyle          | Enni Rukajärvi (Finland)     | 28,2                         | Sarka Pancochova (Tjeckien)         | 25,2                                | Shelly Gotlieb (Nya Zeeland) | 21,6                        |
| Snowboardcross      | Lindsey Jacobellis (USA)     | Lindsey Jacobellis (USA)     | Nelly Moenne Loccoz (Frankrike)     | Nelly Moenne Loccoz (Frankrike)     | Dominique Maltais (Kanada)   | Dominique Maltais (Kanada)  |
| Parallellstorslalom | Alena Zavarzina (Ryssland)   | Alena Zavarzina (Ryssland)   | Claudia Riegler (Österrike)         | Claudia Riegler (Österrike)         | Doris Günther (Österrike)    | Doris Günther (Österrike)   |
| Parallellslalom     | Hilde-Katrine Engeli (Norge) | Hilde-Katrine Engeli (Norge) | Nicolien Sauerbreij (Nederländerna) | Nicolien Sauerbreij (Nederländerna) | Claudia Riegler (Österrike)  | Claudia Riegler (Österrike) |

### Medaljfördelning
17 länder van medalj vid mästerskapen, nytt rekord. Tjeckien och Nya Zeeland vann sina första medaljer vid världsmästerskapen i snowboard, medan Belgien vann sitt första guld nånsin.
| Pl. | Nation        | Guld | Silver | Brons | Totalt |
| --- | ------------- | ---- | ------ | ----- | ------ |
| 1   | Australien    | 3    | 0      | 0     | 3      |
| 2   | Österrike     | 2    | 1      | 2     | 5      |
| 3   | Finland       | 2    | 0      | 2     | 4      |
| 4   | USA           | 1    | 1      | 1     | 3      |
| 5   | Belgien       | 1    | 0      | 1     | 2      |
| 6   | Ryssland      | 1    | 0      | 0     | 1      |
| 6   | Norge         | 1    | 0      | 0     | 1      |
| 8   | Schweiz       | 0    | 3      | 0     | 3      |
| 9   | Kanada        | 0    | 1      | 1     | 2      |
| 9   | Slovenien     | 0    | 1      | 1     | 2      |
| 11  | Frankrike     | 0    | 1      | 0     | 1      |
| 11  | Tjeckien      | 0    | 1      | 0     | 1      |
| 11  | Sverige       | 0    | 1      | 0     | 1      |
| 11  | Nederländerna | 0    | 1      | 0     | 1      |
| 15  | Kina          | 0    | 0      | 1     | 1      |
| 15  | Italien       | 0    | 0      | 1     | 1      |
| 15  | Nya Zeeland   | 0    | 0      | 1     | 1      |
|     | Total         | 11   | 11     | 11    | 33     |